# Парламентские выборы в Тринидаде и Тобаго (1995)
Досрочные парламентские выборы в Тринидаде и Тобаго прошли 6 ноября 1995 года после того, как правящее Народное национальное движение потеряла большинство в Палате представителей парламента после выхода членов парламента из партии и поражения на довыборах. В результате Народное национальное движение и Объединённый национальный конгресс получили по 17 мест парламента. Оппозиционный Объединённый национальный конгресс смог сформировать коалиционное правительство с Национальным альянсом за реконструкцию. Явка составила 63,3 %.. Премьер-министром стал лидер ОНК Басдео Пандай, первый премьер-министр страны — индо-тринидадец.

## Результаты
| Партия                               | Голосов | %    | Мест | +/-   |
| ------------------------------------ | ------- | ---- | ---- | ----- |
| Народное национальное движение       | 256 159 | 48,8 | 17   | -4    |
| Объединённый национальный конгресс   | 240 372 | 45,8 | 17   | +4    |
| Национальный альянс за реконструкцию | 24 983  | 4,8  | 2    | 0     |
| Движение за единство и прогресс      | 2 123   | 0,4  | 0    | новая |
| Партия естественного права           | 1 590   | 0,3  | 0    | новая |
| Партия национального преобразования  | 83      | 0,0  | 0    | новая |
| Голос народа                         | 16      | 0,0  | 0    | новая |
| Недействительных/пустых бюллетеней   | 4 985   | -    | -    | -     |
| Всего                                | 530 311 | 100  | 36   | 0     |
| Источник: Nohlen                     |         |      |      |       |